# Hieronymus Gottfried Behrisch
Hieronymus Gottfried Behrisch (* 7. Juli 1645 in Weißenfels; † 10. April 1726 in Dresden) war ein deutscher Jurist, Ratsherr, Autor und Gutsbesitzer.

## Leben

### Familie
Hieronymus Gottfried Behrisch entstammte einem alten böhmischen Rittergeschlecht, das auf Conrad Ursinus zurückzuführen ist, der 1147 König Konrad III. auf seinen Kreuzzug nach Damaskus begleitete. Hieraus entstand eine Gelehrtenfamilie, die in vielen öffentlichen Ämtern zu finden war.
Er wurde als Sohn des Juristen, Dr. jur. Christian Behrisch (1610–1684) geboren, fürstlich-sachsen-merseburgischer Hof- und Justizrat. Dieser erwarb am 2. April 1649 ein Lehngut in Untergreißlau von den Gebrüdern Schencke in Weißenfels und war fortan dort Erb-, Lehn- und Gerichtsherr; er war verheiratet mit Anna Margarete (1618–1667), eine Tochter des Melchior Nüchter († 1638), Magister, Amtsadvokat und Bürgermeister in Weißenfels sowie Weingutsbesitzer in Roßbach bei Merseburg und dessen Ehefrau Barbara (geb. Brück, † 1630). Seine Mutter war die Witwe des Advokaten und Bürgermeisters von Weißenfels, Johann Krumpe. Sein Großvater Johannes Behrisch war anfangs Schulverwalter der Fürstenschule in Grimma und später Amtsgeleitmann in Weißenfels, dort erwarb er 1617 für 2400 Gulden die Gebäude und Gärten des Klosters St. Claren, das 1668 von seinen Erben für 4500 Gulden an Herzog August verkauft wurde. Der Urgroßvater, Hannß Behrisch (der Ältere) (1548–1616), war Oberzeugschreiber am Dresdner Hof des Kurfürsten Christian I.
Hieronymus Gottfried Behrisch heiratete am 23. August 1675 in Dresden Rahel Sophia Jünger (* 24. April 1654 in Dresden; † 19. Oktober 1694 ebenda), die Tochter des Dresdner Bürgermeisters Franz Jünger, die im Kindsbett ihres jüngsten Sohnes gestorben war. Das Paar hatte zehn Kinder:
- Sophie Gertraud Behrisch (* 5. Juli 1676 in Untergreißlau; † 1721 in Leipzig). Sie heiratete den Kauf- und Handelsmann David Andreas Schäffer († 1709), welcher 1698 das Handelsgeschäft von Johann Sigismund Küffner übernahm.
- Hieronymus Albrecht Behrisch (* 12. August 1677; † vor 1694),
- Rachel Elisabeth Behrisch (* 2. August 1679 in Untergreißlau; † 7. April 1701 in Wittenberg). Sie heiratete am 4. März 1700 in Dresden[5] den Theologen Georg Friedrich Schröer und verstarb frühzeitig nach der Geburt ihrer beiden Söhne, Georg Friedrich Schröer (d. J.), einem späteren Doktor der Rechte und Advokat in Dresden und Hieronymus Gottfried Schröer, einem Pastor.
- Burkhard Leberecht Behrisch (* 12. Januar 1682 in Untergreißlau; † 2. September 1750 in Dresden), studierte Rechtswissenschaften, wurde wie sein Vater Ratsherr in Dresden sowie Bürgermeister von 1733 bis 1750.
- Carl Behrisch (* 6. August 1683; † vor 1694),
- Friedrich Behrisch (* 21. Dezember 1684; † unbekannt), 1726 als Handelsmann verzeichnet,
- Johanna Behrisch (* 10. Oktober 1686; † vor 1694),
- Anne Hedwig Behrisch (* 15. Mai 1688; † vor 1694),
- Heinrich Behrisch (* 3. Dezember 1690; † vor 1694) und
- Johann Leberecht Behrisch (* 15. Oktober 1694; † vor 1726).

Nach dem Tod seiner ersten Ehefrau heiratete Hieronymus Gottfried Behrisch am 27. August 1696 Johanna Emilia († 1. April 1726 in Volkersdorf), Tochter des ehemaligen kaiserlichen Hauptmannes im Regiment des Grafen Ulrich Hipparchos von Promnitz, George von Hantzschmann. Mit seiner zweiten Ehefrau hatte er vier Kinder:
- Johanne Sophie Behrisch (* 17. März 1697; † Mai 1697),
- Wolf Albrecht Behrisch (* 22. September 1698; † unbekannt), studierte Rechtswissenschaften und wurde Doktor beider Rechte, Fürstlich-Weißenfelsischer Hofrat und Beisitzer des königlichen Landgerichts im Markgrafentum Niederlausitz.
- Christian Gottfried Behrisch (* 29. November 1699; † unbekannt), studierte Medizin, wurde Dr. med. und Inspektor der königlichen Anatomiekammer.
- Gabriel Gottlob Behrisch (* 8. Mai 1701; † 29. April 1773 in Kötzschenbroda), studierte Philosophie und wurde Magister der Philosophie, war später Pfarrer in der Kirche zu Kötzschenbroda.

Er war Rittergutsbesitzer und Erb-, Lehn- und Gerichtsherr auf Untergreißlau sowie auch auf Volkersdorf bei Radeburg.
Bei seinem Tod hatte Hieronymus Gottfried Behrisch außerdem bereits sieben Enkel und einen Urenkel.

### Werdegang
Hieronymus Gottfried Behrisch erhielt anfangs Privatunterricht im elterlichen Haus in Merseburg und besuchte nach Ostern 1658 die Fürstenschule Schulpforta bei Naumburg. 1664 beendete er diese und ging an die Universität Leipzig, um dort bis 1666 Philosophie, politische Geschichte und Kunstwissenschaften zu studieren. Anschließend setzte er seine Studien auf dem Gebiet der Rechtswissenschaften in Jena fort und legte dort 1669 seine juristische Dissertation ab.
Am 22. August 1669 kehrte er nach Dresden zurück und wurde Hofmeister der Freiherren Hiob Adam und George Rudolf von Gersdorff (1654–1711). 1670 ließ er sich als praktizierender Jurist nieder und wurde bereits am 6. April 1671 auf Empfehlung des Appellations- und Oberkonsistorialrats Dr. Adam Christoph Jacobi (1638–1689) zum Stadtschreiber in Dresden gewählt, und nach seiner Vereidigung am 28. April 1671 in seine Amtsgeschäfte eingeführt. Diese Funktion übte er bis 1680 aus, als er zum Vize-Syndikus der Stadt Dresden gewählt wurde. Nach dem Tod seines Amtsvorgängers, Appellationsrat Dr. jur. Daniel Ferber (1635–1697), wurde er zum Stadtsyndikus von Dresden berufen.
Zu seinem 50-jährigen Dienstjubiläum im Jahr 1721 reichte er seinen Rücktritt ein und wurde pensioniert.
Bereits 30 Jahre vor seinem eigentlichen Tod begann Hieronymus Gottfried Behrisch mit den Vorbereitungen für sein Ableben und ließ seinen Sarg anfertigen. In einer Urkunde vom 3. Mai 1711 dankte er Gott für sein erfülltes Leben. Nach seinem 70. Geburtstag bereitete er sein Testament vor und ließ es am 8. November 1715 beurkunden.

## Schriften (Auswahl)
- Der bey seinen Gläubigen in aller Noth treu aushaltende Gott bey Leichbestattung der Fr. Rachel Sophien Behrischin geb. Jüngerin. Dresden 1694.
- Johann Friedrich Mämminger, Hieronymus Gottfried Behrisch, Johanna Emilie Behrisch, Johanne Aemilie Behrisch, Johanna Emilie Handschmann, Johanne Aemilie Handschmann, Johanna Aemilia Handschmannin, Johanna Aemilie Handschmannin, Johanna Emilie Handschmannin, Carl Mämminger, Karl Mämminger: Das gebrochene Closter-Gelübde wolten Ihrer geliebtesten Schwester/ Jungfer Johannen Aemilien/ geb. Handschmannin/ Als Dieselbe Mit Dem Hn. Hieronymo Gottfried Behrischen/ auff Unter Greißlau am 27. Augusti, Anno M.DC.XCVI. Ihren Hochzeitlichen Ehren-Tag höchst-vergnügt beging in nachgesetzten Zeilen zu Gemüthe führen Derselben Zwey Brüder/ Johann Friedrich/ und Carl Mämmingere. Dresden Halle, Saale Universitäts- und Landesbibliothek Sachsen-Anhalt; Riedel, Dresden 1696.
- Adagium Ama Tanquam Osurus. Werther, Jena 1717, OCLC 632632414 (Latein, 44 S., Scan in der Google-Buchsuche [abgerufen am 24. Januar 2018] – Zugl.: Univ., Jur. Diss.; in Fraktur).[6]
- Valentin Ernst Löscher, Hermann Joachim Hahn, Johann Weller, Paul Christian Hilscher, Jonas Gelenius, Johann Christoph Manzel, Johann Christian Knauth, Gabriel Gottlob Behrisch, Theodor Christlieb Reinhold, Christoph Friedrich Rumpf, Johann Frantz Bernast, Hieronymus Gottfried Behrisch, Officina Harpeteriana: Hilaria, Post Lapsum Semiseculum, à Die XXVIII. Aprilis, MDCLXXI. Hieronymo Godofredo Behrischio Weisenfelsensi Delati, salebras inter & plana, tenus hac, Ope Dei, gesti muneris, Dresdae habita Die XXVIII. April. MDCCXXI. Dresdae Litteris Harpetrianis, Dresden 1721.
- Lucius, Gottfried Immanuel, Behrisch, Gabriel Gottlob, Behrisch, Hieronymus Gottfried: Euteknian Maximam Felicitatis humanæ esse partem, Cum Magni Viri Prænobilissimi, Consultissimi, nec non Amplissimi Hieronymi Gottfridi Behrischii Syndici apud Dresdenses longè Gravissimi Ad Magna natus Filius Vir Clarissimus atqve Præclare-Doctus Gabriel Gottlob Behrisch S. S. Theol. Stud. Summos In Philosophiâ Honors dudum promeritos In illustri ad Albim Academiâ Die XXX. Aprilis MDCCXXIII. conseqveretur, Gratulabundus demonstrat Pbservantissimus Behrischiæ Domûs Cultor M. Gottfridus Immanuel Lucius, Dresd. Literis Harpeterianis, Dresdæ 1723.
- Schröer, Hieronymus Gottfried, Schröer, Georg Friedrich, Behrisch, Gabriel Gottlob: Als Der Wohl-Edle Großachtbare und Wohlgelahrte Herr Gabriel Gottlob Behrisch Dresd. Misnicus Der Heil. Schrifft eyffrigst Beflißener Den längst meritirten Philosophischen Doctor-Huth Auf der Weltberühmten Universität Wittenberg Den 30. April. Ann. 1723. rühmlichst erlangte Wolten ihr Schuldigkeit gehöriger massen beobachten Dessen verbundenste Vettern Hieronymus Gottfried Schröer SS. Th. Stud. Georg Friedrich Schröer J. U. St. Koberstein, Wittenberg 1723
- Valentin Ernst Löscher; Hieronymus Gottfried Behrisch: Die Lehre der Weisen und Ihr Beyspiel, Ward bey der volckreichen Beerdigung Des Weyland Hieronymi Gottfried Behrisch vorgestellet und erklährt. Harpeter, Dresden 1726.